# Doug Burgum
Douglas James Burgum (ur. 1 sierpnia 1956 w Arthur) – amerykański przedsiębiorca i polityk związany z Partią Republikańską, kandydat w prawyborach prezydenckich tej partii w 2024 roku, w latach 2016–2024 gubernator Dakoty Północnej, od 31 stycznia 2025 roku sekretarz zasobów wewnętrznych Stanów Zjednoczonych.

## Życiorys

### Młodość i edukacja
Douglas James Burgum urodził się 1 sierpnia 1956 roku w Arthur w stanie Dakota Północna. W 1978 roku ukończył studia licencjackie na Uniwersytecie Dakoty Północnej. W 1980 roku uzyskał tytuł Master of Business Administration na Uniwersytecie Stanforda.

### Biznes
Po ukończeniu studiów pracował w zarządzie Great Plains Software i został jej dyrektorem generalnym. Firma ta, założona start-up w 1983 roku, przekształciła się w dużą firmę technologiczną, zatrudniającą tysiące pracowników z ponad 220 miast Dakoty Północnej. Gdy w 2001 roku firma została przejęta przez Microsoft, Burgum pozostał w niej jako starszy wiceprezes do 2007 roku.
W 2006 roku założył firmę Kilbourne Group, zajmującą się rozwojem nieruchomości, której misją było tworzenie inteligentnych, zdrowych miast poprzez ożywienie ich centrów.
W 2008 roku współzałożył firmę Arthur Ventures, która inwestowała w firmy tworzące oprogramowania.
W 2009 roku gubernator Dakoty Północnej John Hoeven przyznał Burgumowi Nagrodę Theodore Roosevelt Rough Rider Award, najwyższe odznaczenie obywatelskie w stanie. Nagroda została przyznana za przywództwo biznesowe oraz liczne działania filantropijne Burguma, w tym za fundusz rodzinny, który koncentrował swoją działalność charytatywną na edukacji i rozwoju młodzieży.
Pracował także w rodzinnych gospodarstwach rolnych, pełniąc funkcję członka zarządu Arthur Companies, Inc. – zdywersyfikowanej firmy agrobiznesowej założonej przez jego dziadków w 1906 roku, oraz poprzez partnerstwo w hodowli bydła na terenach Badlands w zachodniej Dakocie Północnej.

### Gubernator Dakoty Północnej
Został wybrany na 33. gubernatora Dakoty Północnej 8 listopada 2016 roku, w swojej pierwszej kampanii wyborczej, zastępując na tym stanowisku Jacka Dalrymple. Objął urząd 15 grudnia 2016 roku. Oznajmił, że jego głównymi celami były dywersyfikacja gospodarki, tworzenie miejsc pracy oraz ożywienie głównych ulic.
W czasie jego urzędowania Dakota Północna znajdowała się na piątym miejscu w kraju pod względem PKB na mieszkańca, zajmowała drugie miejsce pod względem produkcji energii na mieszkańca i cieszyła się jednym z najniższych wskaźników bezrobocia w kraju. Podjął starania na rzecz poprawy relacji z pięcioma plemionami tubylczymi, z którymi Dakota Północna dzieliła terytorium.
3 listopada 2020 roku został wybrany na drugą kadencję jako gubernator Dakoty Północnej.
22 stycznia 2024 roku poinformował, że nie będzie się ubiegał o trzecią kadencję na stanowisku gubernatora Dakoty Północnej. 21 lutego tego roku poparł Tammy Miller jako swoją następczynię na tym urzędzie. Ostatecznie w wyborach gubernatorskich w Dakocie Północnej w 2024 roku z ramienia Partii Republikańskiej wystartował Kelly Armstrong i odniósł zwycięstwo w tychże wyborach.

### Kampania przed wyborami prezydenckimi w 2024 roku

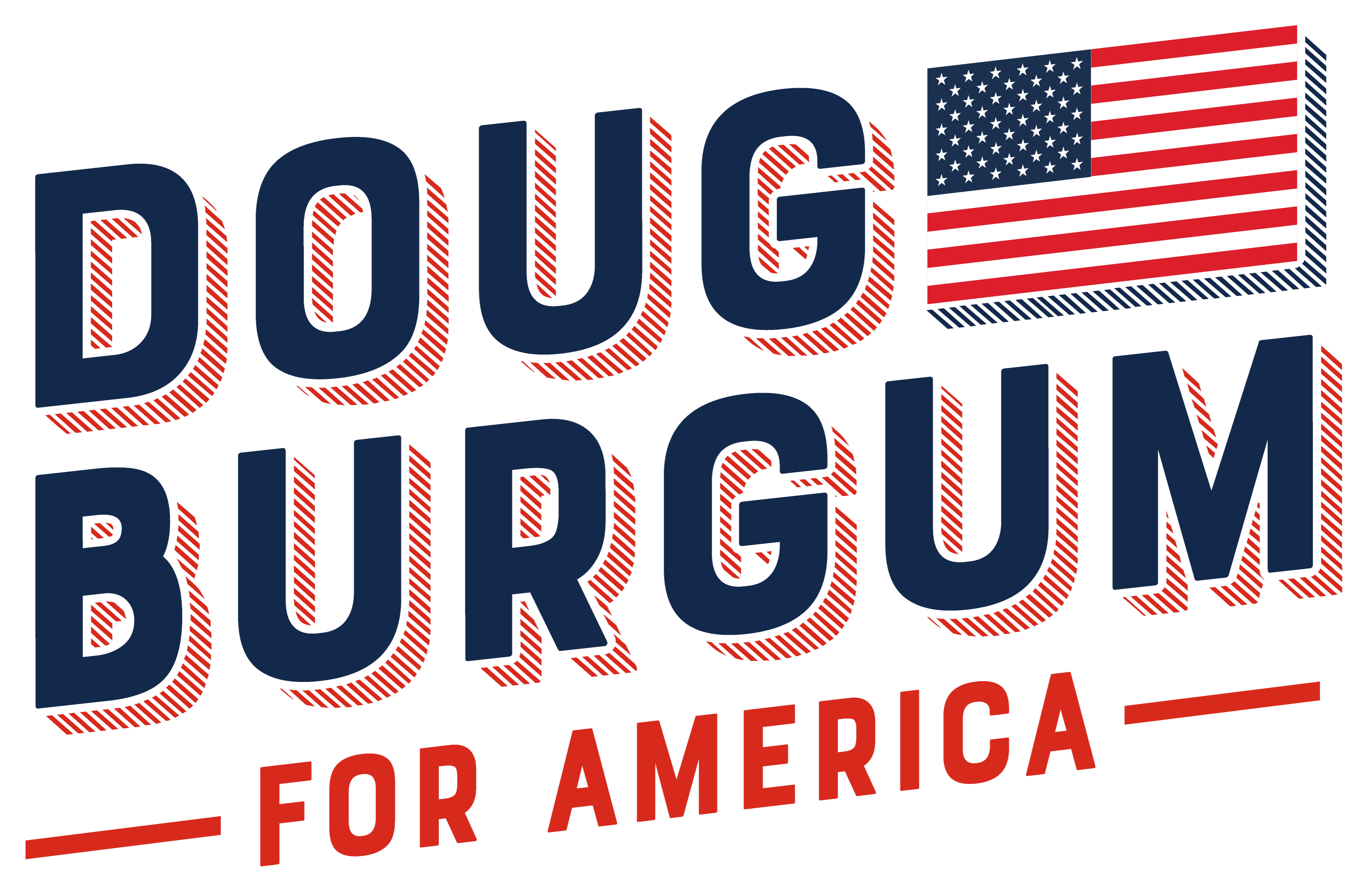
Logo prezydenckiej kampanii wyborczej Douga Burguma z 2023 roku

7 czerwca 2023 roku ogłosił swój udział w prawyborach prezydenckich Partii Republikańskiej w 2024 roku. W wywiadzie dla telewizji NBC News powiedział, że jego program wyborczy nie koncentruje się na wojnach kulturowych między Republikanami a Demokratami, lecz przede wszystkim na gospodarce i bezpieczeństwie narodowym. Zakwalifikował się do pierwszej i drugiej debaty. Kiedy nie udało mu się zakwalifikować do czwartej debaty zrezygnował z ubiegania się o urząd 4 grudnia 2023 roku i publicznie poparł kandydaturę Donalda Trumpa.

### Sekretarz zasobów wewnętrznych Stanów Zjednoczonych
W listopadzie 2024 roku prezydent elekt Donald Trump ogłosił nominację Burguma na stanowisko sekretarza zasobów wewnętrznych Stanów Zjednoczonych, a także szefa nowo utworzonej instytucji National Energy Council w swoim drugim gabinecie. 30 stycznia 2025 roku Senat Stanów Zjednoczonych zatwierdził jego nominację na urząd sekretarza zasobów wewnętrznych stosunkiem głosów 79–18, zaś dzień później odbyło się jego zaprzysiężenie na to stanowisko.

## Wyniki wyborcze
Poniżej wymienione zostały wybory powszechne, w których Doug Burgum wziął czynny udział. Poprzez głównego kontrkandydata rozumie się kandydata, który w danych wyborach wygrał lub zajął drugie miejsce, jeśli wygrał Doug Burgum.
| Rok  | Wybory                                                                                 | Partia | Partia               | Główny kontrkandydat | Główny kontrkandydat            | Wynik            | Wynik | Wynik   |
| Rok  | Wybory                                                                                 | Partia | Partia               | Główny kontrkandydat | Główny kontrkandydat            | Głosy powszechne | %     | Wygrana |
| ---- | -------------------------------------------------------------------------------------- | ------ | -------------------- | -------------------- | ------------------------------- | ---------------- | ----- | ------- |
| 2016 | Prawybory Partii Republikańskiej przed wyborami gubernatorskimi w Dakocie Północnej    |        | Partia Republikańska |                      | Wayne Stenehjem (Republikanin)  | 68 042           | 59,47 | T       |
| 2016 | Wybory gubernatorskie w Dakocie Północnej                                              |        | Partia Republikańska |                      | Marvin Nelson (Demokrata NPL)   | 259 863          | 76,52 | T       |
| 2020 | Prawybory Partii Republikańskiej przed wyborami gubernatorskimi w Dakocie Północnej    |        | Partia Republikańska |                      | Michael Coachman (Republikanin) | 96 119           | 89,51 | T       |
| 2020 | Wybory gubernatorskie w Dakocie Północnej                                              |        | Partia Republikańska |                      | Shelley Lenz (Demokratka NPL)   | 235 479          | 65,84 | T       |
| 2024 | Prawybory prezydenckie Partii Republikańskiej w 2024 roku przed wyborami prezydenckimi |        | Partia Republikańska |                      |                                 |                  |       |         |

## Życie prywatne
Ożenił się z Kathryn Burgum, z którą doczekał się dwóch synów, Joe i Toma, oraz córki Jesse.